# Malachi Favors
Malachi Favors (22. srpna 1927 – 30. ledna 2004) byl americký jazzový kontrabasista. Na kontrabas začal hrát ve svých patnácti letech a profesionálně začal vystupoval po ukončení střední školy. Roku 1965 stál u zrodu organizace Association for the Advancement of Creative Musicians a vystupoval se skupinou klavíristy Muhala Richarda Abramse.
Od šedesátých let až do své smrti byl členem skupiny Art Ensemble of Chicago, se kterou vydal velké množství nahrávek. V roce 1977 vydal u vydavatelství AECO Records své sólové album Natural & The Spiritual. Rovněž spolupracoval s dalšími hudebníky, mezi které patří například Roman Bunka, Andrew Hill, Dewey Redman, Wadada Leo Smith nebo Ahmed Abdullah. Zemřel na rakovinu pankreatu ve věku 76 let.